# شارک‌لی (گوینوجک)
شارک‌لی (به ترکی استانبولی: Şarklı) یک منطقهٔ مسکونی در ترکیه است که در گوینوجک واقع شده‌است.